# Michael Steele
Michael Stephen Steele, född 19 oktober 1958 på Andrews Air Force Base, Prince George's County, Maryland, är en amerikansk politiker. Han var ordförande i Republican National Committee (det Republikanska partiets centrala-nationella organ) 2009–2011. Han var partiets förste afro-amerikanske ordförande. Steele är även den förste afro-amerikan som haft ett politiskt ämbete på delstatsnivå i Maryland, såsom viceguvernör från 2003 till 2007; dessutom var han den förste republikan att inneha den befattningen.
Mellan 2003 och 2005 var Steele och Ohios viceguvernör Jennette Bradley de högst rankade valda svarta republikanerna i USA. Steele var den främste 2005–2007 efter att Bradley avgått för att bli delstaten Ohios finansminister. 
Steele ställde 2006 upp i valet till USA:s senat i Maryland, ett fyllnadsval efter att senator Paul Sarbanes dragit sig tillbaka, men förlorade det till demokraten Ben Cardin. Därefter har Steele haft partiinterna uppdrag och arbetat på advokatbyrån Dewey & LeBoeuf. Steele var 2003 med om att grunda partifalangen Republican Leadership Council som han sedermera lämnade 2008.